# Богословское кладбище (Киров)
Богословское кладбище (Иоанно-Богословское кладбище) — несуществующее городское кладбище в Кирове, Кировская область, Россия. Исторически первое и крупнейшее общегородское кладбище губернской Вятки.

## История
Согласно протоколу заседания Вятской провинциальной канцелярии от 5 апреля 1772 года в соответствии с указом императрицы Екатерины II территория упраздненного подгородного Иоанно-Богословского монастыря назначалась под кладбище:

«...По промемории из Вятской провинциальной канцелярии, в коей написано в присланном дело Его высокопревосходительства господина генерал-порутчика, кавалера указанной губернии, губернатора Якова Ларионовича Фонбрандта в реченную провинциальную канцелярию предложения написано в минувшего годе февраля 12 дня в присланном Ея Императорского Величества Правительствующего Сената из первого департамента к Его высокопревосходительству указе напечатано по указу Ея Императорского Величества, Правительствующий Сенат по ведению Святейшего Синода, коим сообщил об отправленных в духовные команды указах о нехоронении умерших в городах при церквах, а об отводе для того особых кладбищ за городом на выгонных землях где способнее, а притом требовал, что не рассудит ли Сенат губернаторам и воеводам подтвердить указами, дабы они по случаю будущего при кладбищах особых церквей строения, в отводе тех мест и в строении оных церквей возымели сношения с духовными командами, от которых иногда при способных кладбищах мест и прежде построенные готовые церкви назначены быть могут, приказали – согласно рассуждению Святейшего Синода ко всем губернаторам, а также в губернские провинциальные и воеводские канцелярии, послать указы, которыми предписать, дабы они касательно до распоряжения об отводе в городе для кладбищ особых мест и о построении при оных церквей возымели сношение с духовными командами, которыми могут иногда по своему усмотрению, как Святейший Синод в ведении своем пишет, назначить к тому и прежде построенные готовые церкви, того ради по указу Ея Императорского Величества Его высокопревосходительством определено о непременном по сему указу исполнении во все провинциальные канцелярии послать предложения и из оных в приписанные к ним города велеть послать указы, а по справке в канцелярии послать полученного из Правительствующего Сената по первому департаменту указу для вышеписанных умерших кладбище по сношению с Вятскою духовною консисториею уже и назначено близ здешнего города Хлынова в заштатном Богословском монастыре, и по Ея Императорского Величества указу и по резолюции Вятской провинциальной канцелярии велено с прописанием того предложения о нехоронении умерших в городе при церквах мертвых тел в Вятскую духовную консисторию сообщить промемориею, а о том же исполнении и в подчиненные городовые канцелярии и комиссарство и в здешнюю полицию для объявления обывателям с подпискою и к определенным по частям обер-офицерам послать указы с докладу и повеления Его Преосвященства Варфоломея, епископа Вятского и Великопермского приказали быть впредь как в здешнем городе Хлынове, так и в других состоящих в Вятской провинции городах разного звания мужеска и женска пола людей христианскою кончиною умерших тела при церквах отнюдь не погребать, а погребать здешнего города жителей в отведенном по общему Его Преосвященства с предписанною Вятскою провинциальною канцеляриею согласию упраздненном подгородном Богословском монастыре не в самой близости церковной стены, а в других городах на отведенных тех городов канцелярией кладбищенских местах теми ж самыми священниками, у коих кто в приходе умрет непременно, и о том для исполнения в Слободское духовное правление, к Хлыновскому, Орловскому, и города Котельнича Свято-Троицкого и Алексеевского собора и прочих церквей к священноцерковнослужителям послать указы с тем, чтоб оные всем находящимся в тех правления волостях священноцерковнослужителям объявили с подписками, кои прислали в здешнюю консисторию в немедленном времени, а о том же для ведома и всем надлежит исполнения в Вятскую провинциальную канцелярию и магистрат сообщить промеморией и требовать, чтобы оные благоволили в предупомяненный Богословский монастырь для всегдашней церкви святой в сторожи избрав, в вероятии достойных людей определить жительствовать во имеющихся при том монастыре покоях и ежели ограда того монастыря в каких местах погнила и распалась, то оную так же и ворота починять, дабы скот входить и могилы разрывать не мог»

Кладбище закрыто для захоронений в 1937 году вслед за кладбищенской Иоанно-Богословской церковью, закрытой в 1936 году. В 1955 году кладбище окончательно ликвидировано.

## Памятники архитектуры
- Иоанно-Богословская церковь